# Monolena cordifolia
Monolena cordifolia är en tvåhjärtbladig växtart som beskrevs av José Jéronimo Triana. Monolena cordifolia ingår i släktet Monolena och familjen Melastomataceae.
Artens utbredningsområde är Colombia. Inga underarter finns listade i Catalogue of Life.